# Kill This Love
Kill This Love — другий корейськомовний мініальбом від південнокорейського жіночого гурту Blackpink, що вийшов 4 квітня 2019 YG Entertainment і Interscope Records. Це їхній перший корейський матеріал з моменту виходу Square Up у червні 2018 року, а також їх дебютний випуск з Interscope Records. Титульний трек вийшов як провідний сингл. Кліп переглянули понад 100 млн разів за три дні. Він також став найпопулярнішим музичним дебютом, набравши 56,7 млн переглядів за перші 24 години.

## Попередні події
YG Entertainment опублікував заяву, що головний сингл буде більш «інтенсивним», ніж попередні пісні Blackpink, але має «сильний ритм», як «Ddu-Du Ddu-Du», і що відео хореографія буде більш «динамічною», ніж попередні зусилля. Він був створений чотирма хореографами «світового класу».

## Просування
YG Entertainment почала просувати мініальбом 25 березня з тизерним плакатом за участю Ліси. 26 березня випустили постер Дженні. На наступний день був відкритий плакат з тизером Джісу. Нарешті, 28 березня з'явився тизер плаката Розе. Офіційний тизер-плакат був відкритий 29 березня. Тизер музичного відео вийшов 2 квітня.

## Трек-лист
| Kill This Love – Корейське видання | Kill This Love – Корейське видання | Kill This Love – Корейське видання | Kill This Love – Корейське видання | Kill This Love – Корейське видання | Kill This Love – Корейське видання |
| #                                  | Назва                              | Автор слів                         | Автор музики                       | Аранжування                        | Тривалість                         |
| ---------------------------------- | ---------------------------------- | ---------------------------------- | ---------------------------------- | ---------------------------------- | ---------------------------------- |
| 1.                                 | «Kill This Love»                   | Teddy Bekuh BOOM                   | Teddy R.Tee 24 Bekuh BOOM          | Teddy R.Tee 24                     | 3:13                               |
| 2.                                 | «Don't Know What To Do»            |                                    | Teddy 24 Brian Lee Bekuh BOOM      | Teddy R.Tee 24                     | 3:22                               |
| 3.                                 | «Kick It»                          | Teddy Danny Chung TAEO             | Teddy 24                           | 24                                 | 3:12                               |
| 4.                                 | «Hope Not» (아니길)                | Teddy Masta Wu                     | Teddy Seo Won Jin Lydia Paek       | Seo Won Jin                        | 3:12                               |
| 5.                                 | «Ddu-Du Ddu-Du» (뚜두뚜두, remix)  | Teddy                              | Teddy 24 R.Tee Bekuh BOOM          | R.Tee                              | 3:22                               |
| 16:19                              |                                    |                                    |                                    |                                    |                                    |

| Kill This Love – Японське видання | Kill This Love – Японське видання           | Kill This Love – Японське видання | Kill This Love – Японське видання | Kill This Love – Японське видання | Kill This Love – Японське видання |
| #                                 | Назва                                       | Автор слів                        | Автор музики                      | Аранжування                       | Тривалість                        |
| --------------------------------- | ------------------------------------------- | --------------------------------- | --------------------------------- | --------------------------------- | --------------------------------- |
| 1.                                | «Kill This Love (JP Ver.)»                  | Teddy Bekuh BOOM                  | Teddy R.Tee 24 Bekuh BOOM         | Teddy R.Tee 24                    | 3:09                              |
| 2.                                | «Don't Know What to Do (JP Ver.)»           | Teddy                             | Teddy 24 Brian Lee Bekuh BOOM     | Teddy R.Tee 24                    | 3:22                              |
| 3.                                | «Kick It (JP Ver.)»                         | Teddy Danny Chung TAEO            | Teddy 24                          | 24                                | 3:12                              |
| 4.                                | «Hope Not (JP Ver.)» (아니길)               | Teddy Masta Wu                    | Teddy Seo Won Jin Lydia Paek      | Seo Won Jin                       | 3:12                              |
| 5.                                | «Ddu-Du Ddu-Du (JP Ver.)» (뚜두뚜두, remix) | Teddy                             | Teddy 24 R.Tee Bekuh BOOM         | R.Tee                             | 3:22                              |
| 6.                                | «Kill This Love»                            | Teddy Bekuh Boom                  | Teddy R.Tee 24 Bekuh BOOM         | Teddy R.Tee 24                    | 3:13                              |
| 7.                                | «Don't Know What to Do»                     | Teddy                             | Teddy 24 Brian Lee Bekuh BOOM     | Teddy R.Tee 24                    | 3:22                              |
| 8.                                | «Kick It»                                   | Teddy Danny Chung TAEO            | Teddy 24                          | 24                                | 3:12                              |
| 9.                                | «Hope Not» (아니길)                         | Teddy Masta Wu                    | Teddy Seo Won Jin Lydia Paek      | Seo Won Jin                       | 3:12                              |
| 10.                               | «Ddu-Du Ddu-Du» (뚜두뚜두, remix)           | Teddy                             | Teddy 24 R.Tee Bekuh BOOM         | R.Tee                             | 3:22                              |
| 32:38                             |                                             |                                   |                                   |                                   |                                   |

## Чарти
| Чарти (2019)    | Пікова позиція |
| --------------- | -------------- |
| Billboard Japan | 9              |

## Нагороди і номінації
| Рік  | Нагорода                | Категорія                       | Результат | Прим.  |
| ---- | ----------------------- | ------------------------------- | --------- | ------ |
| 2019 | Mnet Asian Music Awards | Album of the Year               | Номінація | [ 8 ]  |
| 2020 | Gaon Chart Music Awards | Album of the Year – 2nd Quarter | Номінація | [ 9 ]  |
| 2020 | Seoul Music Awards      | Bonsang Award                   | Номінація | [ 10 ] |